# Барбарич Андрій Іванович
Андрій Іванович Барбарич (нар. 14 (27) серпня 1903, м. Остер, тепер Чернігівської області — 1979, Київ) — український  ботанік-систематик, дендролог, доктор біологічних наук, старший науковий співробітник відділу систематики квіткових рослин, вчений секретар, член спецради із захисту дисертацій Інституту ботаніки АН УРСР (1941–1945).

## Біографія
1933 закінчив біологічний факультет Київського інституту народної освіти (нині Київський національний університет імені Тараса Шевченка). 1934—1935 — навчався в аспірантурі Інституту ботаніки АН УРСР під керівництвом академіка О. В. Фомін.
1939 захистив кандидатську дисертацію на тему: «Рослинність Правобережного Полісся Української РСР». 1968 за сукупністю наукових праць отримав науковий ступінь доктора біологічних наук.
З 1934 по 1979 працював в Інституті ботаніки АН УРСР, займаючи посади молодшого та старшого наукового співробітника відділу систематики квіткових рослин.
Протягом 15 років займав посаду відповідального секретаря Українського ботанічного товариства, був членом Правління Українського товариства охорони природи, членом Наукової ради відділу заповідників, пам'яток природи та дендропарків Державного комітету по охороні природи при Раді Міністрів УРСР, провадив велику науково-популяризаційну роботу з питань природоохоронної тематики.

## Наукова діяльність
Наукові праці присвячені питанням дендрології, геоботаніки, флористики, систематики й географії рослин, охорони природи, рослинної сировини тощо. Більшість з них присвятив флорі й рослинності України. А. І. Барбарич — один з авторів 12-томного видання «Флора УРСР», довідника «Визначник рослин України», довідника «Бур'яни України», першої у своєму роді праці «Геоботанічне районування Української РСР» та низки інших монографій.
Значну увагу Андрій Іванович Барбарич приділяв також вивченню історії ботанічних досліджень в Україні та бібліографії ботанічної літератури.

## Нагороди
- Державна премія СРСР, 1952.